# Leslie Carlson
Leslie Carlson (znany również jako Les Carlson lub Les Carson; ur. 24 lutego 1933 w Mitchell; zm. 3 maja 2014 w Toronto) – amerykański aktor filmowo-telewizyjny.
Był nominowany do nagrody Genie na festiwalu filmowym Genie Awards za rolę w filmie Wideodrom.
Ponadto wystąpił m.in. w filmach Mucha, Czarne święta i serialach takich jak Friday the 13th, Sue Thomas: Słyszące oczy FBI, MacGyver, Z Archiwum X, Czynnik PSI czy Droga do Avonlea.
Leslie Carlson zmarł 3 maja 2014 w swoim domu w Toronto.